# Grande-Rivière Château
Grande-Rivière Château es una comuna nueva francesa situada en el departamento de Jura, de la región de Borgoña-Franco Condado.

## Historia
Fue creada el 1 de enero de 2019, en aplicación de una resolución del prefecto de Jura de 13 de diciembre de 2018 con la unión de las comunas de Château-des-Prés y Grande-Rivière, pasando a estar el ayuntamiento en la antigua comuna de Grande-Rivière.

## Demografía
Según los datos aportados en la resolución del prefecto de Jura, la comuna se crea con 654 habitantes.

## Composición
| Comuna fusionada | Código INSEE | Población (2016) | Superficie (km²) | Densidad (hab./km²) |
| ---------------- | ------------ | ---------------- | ---------------- | ------------------- |
| Château-des-Prés | 39115        | 205              | 8.62             | 24                  |
| Grande-Rivière   | 39258        | 425              | 30.59            | 14                  |